# Rhamphomyia filicaudula
Rhamphomyia filicaudula är en tvåvingeart som beskrevs av Frey 1950. Rhamphomyia filicaudula ingår i släktet Rhamphomyia och familjen dansflugor. Arten har ej påträffats i Sverige. Inga underarter finns listade i Catalogue of Life.